# 新進党国会議員一覧
新進党国会議員一覧（しんしんとうこっかいぎいんいちらん）では、かつて新進党に所属していた国会議員（一部、非議員の関係者を含む）についてまとめる。

新進党ロゴ

## 新進党所属国会議員

### 結党時
凡例：▼は次期選挙で落選、■は次期選挙に立候補せず、●は任期途中に辞職・退職、★は新進党から除名処分、†は任期途中に死去、◇は次期選挙で他党または無所属で立候補。
選挙区・当選回数は結党当時。対象範囲は基本的に「新進党が存続している期間のみ」の出来事とする。

| 新生党から合流                   | 新生党から合流                         | 新生党から合流                      | 新生党から合流                   | 新生党から合流                    |
| 衆議院議員（61名）               | 衆議院議員（61名）                     | 衆議院議員（61名）                  | 衆議院議員（61名）               | 衆議院議員（61名）                |
| -------------------------------- | -------------------------------------- | ----------------------------------- | -------------------------------- | --------------------------------- |
| 小澤辰男 旧新潟1区・衆12         | 小沢一郎 旧岩手2区・衆10               | 渡部恒三 旧福島2区・衆10            | 加藤六月 旧岡山2区・衆10         | 奥田敬和 旧石川1区・衆9           |
| 羽田孜 旧長野1区・衆9            | 左藤恵 旧大阪6区・衆9                  | 佐藤守良† 旧広島3区・衆9            | 愛知和男 旧宮城1区・衆8          | 石井一 旧兵庫1区・衆8             |
| 愛野興一郎 旧佐賀全県区・衆8     | 田名部匡省▼ 旧青森1区・衆6             | 船田元◇ 旧栃木1区・衆6              | 中島衛▼ 旧長野3区・衆6           | 中西啓介● 旧和歌山1区・衆6        |
| 吹田愰● 旧山口2区・衆6           | 畑英次郎 旧大分1区・衆6                | 笹山登生 旧秋田2区・衆5             | 熊谷弘★ 旧静岡3区・衆4（参1）    | 北村直人 旧北海道5区・衆4         |
| 木村守男● 旧青森2区・衆4         | 二階俊博 旧和歌山2区・衆4              | 岡島正之 旧千葉1区・衆3             | 高橋一郎★◇ 旧東京4区・衆3        | 村井仁 旧長野4区・衆3             |
| 松田岩夫 旧岐阜1区・衆3          | 杉山憲夫★◇ 旧静岡2区・衆3              | 井上喜一 旧兵庫3区・衆3             | 前田武志 旧奈良全県区・衆3       | 石破茂◇ 旧鳥取全県区・衆3         |
| 粟屋敏信 旧広島1区・衆3          | 月原茂皓▼ 旧香川2区・衆3               | 古賀正浩 旧福岡3区・衆3             | 仲村正治 旧沖縄全県区・衆3       | 藤井裕久 旧神奈川3区・衆2（参1）  |
| 金子徳之介■ 旧福島1区・衆2       | 増田敏男 旧埼玉3区・衆2                | 井奥貞雄★◇ 旧千葉4区・衆2           | 星野行男▼ 旧新潟3区・衆2         | 小坂憲次 旧長野1区・衆2           |
| 岡田克也 旧三重1区・衆2          | 古賀一成 旧福岡3区・衆2                | 山岡賢次▼ 旧栃木2区・衆1（参2）     | 工藤堅太郎▼ 旧岩手1区・衆1       | 上田清司 旧埼玉5区・衆1           |
| 実川幸夫★ 旧千葉2区・衆1         | 松沢成文 旧神奈川2区・衆1              | 土田龍司▼ 旧神奈川4区・衆1          | 柴野たいぞう▼ 旧東京1区・衆1     | 吉田公一 旧東京5区・衆1           |
| 西川太一郎 旧東京6区・衆1        | 白沢三郎▼ 旧新潟2区・衆1               | 広野允士▼ 旧富山1区・衆1            | 青木宏之 旧愛知1区・衆1          | 江﨑鐵磨 旧愛知3区・衆1           |
| 豊田潤多郎▼ 旧京都2区・衆1       | 宮本一三 旧兵庫2区・衆1                | 古賀敬章▼ 旧山口1区・衆1            | 岩浅嘉仁 旧徳島全県区・衆1       | 山本幸三 旧福岡4区・衆1           |
| 山田正彦▼ 旧長崎2区・衆1         |                                        |                                     |                                  |                                   |
| 参議院議員（13名）               |                                        |                                     |                                  |                                   |
| 野末陳平■ 東京（1989年）・参4    | 松尾官平 青森（1992年）・参4           | 扇千景 比例区（1989年）・参3        | 石井一二 兵庫（1989年）・参2     | 永野茂門 比例区（1992年）・参2    |
| 小林正◇ 神奈川（1989年）・参1    | 木暮山人 比例区（1989年）・参1         | 田村秀昭 比例区（1989年）・参1      | 星野朋市 比例区（1989年）・参1   | 北澤俊美 長野（1992年）・参1      |
| 平野貞夫 高知（1992年）・参1     | 釘宮磐 大分（1992年）・参1             | 泉信也 比例区（1992年）・参1        |                                  |                                   |
| 公明新党から合流                 |                                        |                                     |                                  |                                   |
| 衆議院議員（52名）               |                                        |                                     |                                  |                                   |
| 近江巳記夫 旧大阪3区・衆10       | 石田幸四郎 旧愛知6区・衆9              | 鳥居一雄■ 旧千葉1区・衆8            | 二見伸明 旧茨城3区・衆7          | 市川雄一 旧神奈川2区・衆7         |
| 草川昭三 旧愛知2区・衆7          | 貝沼次郎▼ 旧岡山2区・衆7               | 宮地正介 旧埼玉2区・衆6             | 坂口力 旧三重1区・衆6            | 権藤恒夫 旧福岡4区・衆6           |
| 山田英介▼ 旧埼玉4区・衆5         | 森本晃司▼ 旧奈良全県区・衆4            | 日笠勝之▼ 旧岡山1区・衆4            | 遠藤和良 旧徳島全県区・衆4       | 神崎武法 旧福岡1区・衆4           |
| 冬柴鐵三 旧兵庫2区・衆3          | 長内順一 旧北海道1区・衆2              | 河上覃雄 旧神奈川3区・衆2           | 遠藤乙彦 旧東京2区・衆2          | 東祥三 旧東京6区・衆2             |
| 大野由利子 旧東京7区・衆2        | 山口那津男▼ 旧東京10区・衆2            | 平田米男 旧愛知1区・衆2             | 北側一雄 旧大阪5区・衆2          | 石田祝稔▼ 旧高知全県区・衆2       |
| 東順治▼ 旧福岡2区・衆2           | 千葉国男 旧宮城1区・衆1                | 青山二三 旧栃木2区・衆1             | 福留泰蔵 旧埼玉1区・衆1          | 若松謙維 旧埼玉5区・衆1           |
| 富田茂之 旧千葉4区・衆1          | 上田勇 旧神奈川1区・衆1                | 上田晃弘▼ 旧神奈川4区・衆1          | 石井啓一 旧東京5区・衆1          | 太田昭宏 旧東京9区・衆1           |
| 高木陽介▼ 旧東京11区・衆1        | 河合正智 旧岐阜1区・衆1                | 大口善徳 旧静岡1区・衆1             | 竹内譲▼ 旧京都1区・衆1           | 山名靖英▼ 旧京都2区・衆1          |
| 田端正広 旧大阪1区・衆1          | 谷口隆義 旧大阪2区・衆1                | 久保哲司 旧大阪4区・衆1             | 佐藤茂樹 旧大阪6区・衆1          | 福島豊 旧大阪7区・衆1             |
| 赤羽一嘉 旧兵庫1区・衆1          | 赤松正雄 旧兵庫4区・衆1                | 西博義 旧和歌山1区・衆1             | 斉藤鉄夫 旧広島1区・衆1          | 桝屋敬悟 旧山口2区・衆1           |
| 弘友和夫▼ 旧福岡4区・衆1         | 倉田栄喜 旧熊本1区・衆1                |                                     |                                  |                                   |
| 参議院議員（12名）               |                                        |                                     |                                  |                                   |
| 黒柳明■ 東京（1989年）・参5      | 矢原秀男■ 兵庫（1989年）・参3          | 高桑栄松■ 比例区（1989年）・参2     | 和田教美■ 比例区（1989年）・参2  | 刈田貞子■ 比例区（1989年）・参2   |
| 広中和歌子 比例区（1992年）・参2 | 中川嘉美■ 比例区（1989年）・参1（衆4） | 白浜一良 大阪（1989年）・参1        | 木庭健太郎 福岡（1989年）・参1   | 常松克安■ 比例区（1989年）・参1   |
| 牛嶋正 比例区（1992年）・参1     | 續訓弘 比例区（1992年）・参1           |                                     |                                  |                                   |
| 日本新党から合流                 |                                        |                                     |                                  |                                   |
| 衆議院議員（26名）               |                                        |                                     |                                  |                                   |
| 阿部昭吾▼ 旧山形2区・衆10        | 江田五月■ 旧岡山1区・衆4（参1）        | 細川護熙 旧熊本1区・衆1（参3）      | 小池百合子 旧兵庫2区・衆1（参1） | 松岡滿壽男▼ 旧山口2区・衆1（参1） |
| 木幡弘道 旧福島3区・衆1          | 今井宏 旧埼玉1区・衆1                  | 武山百合子 旧埼玉4区・衆1           | 野田佳彦▼ 旧千葉1区・衆1         | 須藤浩▼ 旧千葉2区・衆1            |
| 長浜博行▼ 旧千葉4区・衆1         | 中田宏 旧神奈川1区・衆1                | 永井英慈 旧神奈川2区・衆1           | 山田宏▼ 旧東京4区・衆1           | 鮫島宗明▼ 旧東京5区・衆1          |
| 渡辺浩一郎▼ 旧東京7区・衆1       | 鴨下一郎 旧東京10区・衆1               | 伊藤達也 旧東京11区・衆1            | 河村たかし 旧愛知1区・衆1        | 藤村修 旧大阪3区・衆1             |
| 山本孝史 旧大阪4区・衆1          | 樽床伸二 旧大阪7区・衆1                | 中村時広▼ 旧愛媛1区・衆1            | 山崎広太郎▼ 旧福岡1区・衆1       | 初村謙一郎▼ 旧長崎1区・衆1        |
| 矢上雅義 旧熊本2区・衆1          |                                        |                                     |                                  |                                   |
| 参議院議員（2名）                |                                        |                                     |                                  |                                   |
| 寺澤芳男 比例区（1992年）・参1   | 円より子 比例区（1992年）・参1         |                                     |                                  |                                   |
| 民社党から合流                   |                                        |                                     |                                  |                                   |
| 衆議院議員（16名）               |                                        |                                     |                                  |                                   |
| 神田厚 旧栃木2区・衆7            | 中野寛成 旧大阪3区・衆7                | 米沢隆▼ 旧宮崎1区・衆7              | 青山丘 旧愛知2区・衆6            | 中井洽 旧三重1区・衆6             |
| 伊藤英成 旧愛知4区・衆4          | 塚田延充▼ 旧茨城1区・衆3               | 安倍基雄 旧静岡3区・衆3             | 川端達夫 旧滋賀全県区・衆3       | 小平忠正◇ 旧北海道4区・衆2        |
| 柳田稔▼ 旧広島3区・衆2           | 北橋健治 旧福岡2区・衆2                | 髙木義明 旧長崎1区・衆2             | 吉田治 旧大阪2区・衆1            | 西村眞悟 旧大阪5区・衆1           |
| 石田美栄● 旧岡山1区・衆1         |                                        |                                     |                                  |                                   |
| 参議院議員（7名）                |                                        |                                     |                                  |                                   |
| 井上計■ 愛知（1989年）・参3      | 勝木健司 比例区（1992年）・参2         | 吉田之久 奈良（1989年）・参1（衆5） | 足立良平 比例区（1989年）・参1   | 寺崎昭久 比例区（1989年）・参1    |
| 直嶋正行 比例区（1992年）・参1   | 長谷川清 比例区（1992年）・参1         |                                     |                                  |                                   |
| 自由改革連合から合流             |                                        |                                     |                                  |                                   |
| 衆議院議員（20名）               |                                        |                                     |                                  |                                   |
| 海部俊樹 旧愛知3区・衆12         | 西岡武夫 旧長崎1区・衆10               | 野田毅 旧熊本2区・衆8               | 鹿野道彦 旧山形1区・衆7          | 保岡興治◇ 旧鹿児島1区・衆7        |
| 鳩山邦夫◇ 旧東京8区・衆6         | 太田誠一◇ 旧福岡1区・衆5               | 北川正恭● 旧三重1区・衆4            | 野呂昭彦▼ 旧三重2区・衆4         | 大石正光▼ 旧宮城2区・衆3          |
| 笹川堯 旧群馬2区・衆3            | 新井将敬◇ 旧東京2区・衆3               | 今津寛★◇ 旧北海道2区・衆2           | 佐藤敬夫● 旧秋田1区・衆2         | 増子輝彦▼ 旧福島1区・衆2          |
| 坂本剛二 旧福島3区・衆2          | 山本拓▼ 旧福井全県区・衆2              | 石田勝之 旧埼玉2区・衆1             | 米田建三★ 旧神奈川4区・衆1       | 高市早苗 旧奈良全県区・衆1        |
| 無所属・その他から入党           |                                        |                                     |                                  |                                   |
| 衆議院議員（3名）                |                                        |                                     |                                  |                                   |
| 山口敏夫■ 旧埼玉2区・衆10        | 川島實▼ 旧愛知4区・衆2                 | 笹木竜三 旧福井全県区・衆1          |                                  |                                   |
| 参議院議員（2名）                |                                        |                                     |                                  |                                   |
| 中村鋭一■ 滋賀（1989年）・参2    | 都築譲 愛知（1993年）・参1             |                                     |                                  |                                   |

### 第17回参議院議員通常選挙（1995年7月）以降入党
凡例：▼は次期選挙で落選、★は新進党から除名処分。
選挙区・当選回数は選挙・入党当時。対象範囲は基本的に「新進党が存続している期間のみ」の出来事とする。

| 参議院議員（1995年参院選当選）  | 参議院議員（1995年参院選当選） | 参議院議員（1995年参院選当選） | 参議院議員（1995年参院選当選） | 参議院議員（1995年参院選当選）  |
| ------------------------------- | ------------------------------ | ------------------------------ | ------------------------------ | ------------------------------- |
| 小川勝也 北海道（1995年）・参1  | 山崎力 青森（1995年）・参1     | 高橋令則 岩手（1995年）・参1   | 和田洋子 福島（1995年）・参1   | 小林元 茨城（1995年）・参1      |
| 高野博師 埼玉（1995年）・参1    | 岩瀬良三 千葉（1995年）・参1   | 松あきら 神奈川（1995年）・参1 | 魚住裕一郎 東京（1995年）・参1 | 長谷川道郎★ 新潟（1995年）・参1 |
| 小山峰男 長野（1995年）・参1    | 平田健二 岐阜（1995年）・参1   | 鈴木正孝 静岡（1995年）・参1   | 山本保 愛知（1995年）・参1     | 菅川健二 広島（1995年）・参1    |
| 田浦直★ 長崎（1995年）・参1     | 阿曽田清 熊本（1995年）・参1   | 大森礼子 比例区（1995年）・参1 | 和田洋子 比例区（1995年）・参1 | 益田洋介 比例区（1995年）・参1  |
| 加藤修一 比例区（1995年）・参1  | 水島裕 比例区（1995年）・参1   | 海野義孝 比例区（1995年）・参1 | 但馬久美 比例区（1995年）・参1 | 福本潤一 比例区（1995年）・参1  |
| 友部達夫★ 比例区（1995年）・参1 | 今泉昭 比例区（1995年）・参1   | 渡辺孝男 比例区（1995年）・参1 | 畑恵★ 比例区（1995年）・参1    | 戸田邦司 比例区（1995年）・参1  |
| 衆議院議員（途中入党）          |                                |                                |                                |                                 |
| 堀込征雄 旧長野2区・衆2         | 左近正男▼ 旧大阪2区・衆4       |                                |                                |                                 |
| 参議院議員（途中入党）          |                                |                                |                                |                                 |
| 常田享詳 鳥取（1995年）・参1    |                                |                                |                                |                                 |

### 第41回衆議院議員総選挙（1996年10月）以降入党
凡例：★は新進党から除名処分。
選挙区・当選回数は選挙・入党当時。対象範囲は基本的に「新進党が存続している期間のみ」の出来事とする。

| 衆議院議員（1996年衆院選当選） | 衆議院議員（1996年衆院選当選） | 衆議院議員（1996年衆院選当選） | 衆議院議員（1996年衆院選当選） | 衆議院議員（1996年衆院選当選）        |
| ------------------------------ | ------------------------------ | ------------------------------ | ------------------------------ | ------------------------------------- |
| 玉置一弥 京都6区・衆6（参1）   | 西村章三 比例四国・衆6         | 塩田晋 兵庫10区・衆4           | 田中慶秋 神奈川4区・衆3        | 菅原喜重郎 比例東北・衆3              |
| 前田正 大阪4区・衆2            | 井上義久 比例東北・衆2         | 萩野浩基★ 比例東北・衆1（参1） | 木村太郎 青森4区・衆1          | 達増拓也 岩手1区・衆1                 |
| 佐々木洋平 岩手3区・衆1        | 中野清 埼玉7区・衆1            | 並木正芳 埼玉8区・衆1          | 西川知雄 神奈川3区・衆1        | 冨沢篤紘 神奈川13区・衆1              |
| 岩國哲人 東京6区・衆1          | 北脇保之 静岡8区・衆1          | 吉田幸弘 愛知3区・衆1          | 三沢淳 愛知4区・衆1            | 嶋聡 愛知13区・衆1                    |
| 中川正春 三重2区・衆1          | 西田猛 大阪9区・衆1            | 石垣一夫 大阪10区・衆1         | 西野陽 大阪13区・衆1           | 松浪健四郎 大阪19区・衆1              |
| 原口一博 佐賀1区・衆1          | 白保台一 沖縄1区・衆1          | 鰐淵俊之 比例北海道・衆1       | 丸谷佳織 比例北海道・衆1       | 今田保典 比例東北・衆1                |
| 米津等史 比例南関東・衆1       | 松崎公昭 比例南関東・衆1       | 城島正光 比例東京・衆1         | 漆原良夫 比例北陸信越・衆1     | 一川保夫 比例北陸信越（石川2区）・衆1 |
| 山中燁子 比例東海・衆1         | 鈴木淑夫 比例東海・衆1         | 福岡宗也 比例東海・衆1         | 池坊保子 比例近畿・衆1         | 鍵田節哉 比例近畿・衆1                |
| 旭道山和泰 比例近畿・衆1       | 島津尚純 比例九州・衆1         |                                |                                |                                       |
| 参議院議員（途中入党）         |                                |                                |                                |                                       |
| 浜四津敏子 東京（1992年）・参1 | 山下栄一 大阪（1992年）・参1   | 横尾和伸 福岡（1992年）・参1   |                                |                                       |

## 解党後の移籍先政党
凡例：●は任期途中に辞職・退職、†は任期途中に死去。
一部を除き、移籍以降の動向は移籍先政党または個人記事を参照のこと。

| 自由党（小沢自由党）に参加 | 自由党（小沢自由党）に参加 | 自由党（小沢自由党）に参加 | 自由党（小沢自由党）に参加 | 自由党（小沢自由党）に参加 | 自由党（小沢自由党）に参加 | 自由党（小沢自由党）に参加 | 自由党（小沢自由党）に参加 |
| 衆議院議員（42名）         | 衆議院議員（42名）         | 衆議院議員（42名）         | 衆議院議員（42名）         | 衆議院議員（42名）         | 衆議院議員（42名）         | 衆議院議員（42名）         | 衆議院議員（42名）         |
| -------------------------- | -------------------------- | -------------------------- | -------------------------- | -------------------------- | -------------------------- | -------------------------- | -------------------------- |
| 小沢一郎                   | 西岡武夫●                  | 加藤六月                   | 野田毅                     | 二見伸明                   | 青山丘                     | 中井洽                     | 中西啓介                   |
| 権藤恒夫                   | 西村章三                   | 二階俊博                   | 岡島正之                   | 井上喜一                   | 塩田晋                     | 安倍基雄                   | 藤井裕久                   |
| 菅原喜重郎                 | 東祥三                     | 小池百合子                 | 西川太一郎                 | 河村たかし                 | 青木宏之                   | 江﨑鐡磨                   | 久保哲司                   |
| 谷口隆義                   | 西村眞悟                   | 武山百合子                 | 西博義                     | 佐藤茂樹                   | 中村鋭一                   | 達増拓也                   | 佐々木洋平                 |
| 吉田幸弘                   | 三沢淳                     | 西田猛                     | 石垣一夫                   | 西野陽                     | 松浪健四郎                 | 鰐淵俊之                   | 米津等史                   |
| 一川保夫                   | 鈴木淑夫                   |                            |                            |                            |                            |                            |                            |
| 参議院議員（12名）         |                            |                            |                            |                            |                            |                            |                            |
| 平井卓志                   | 扇千景                     | 永野茂門                   | 田村秀昭                   | 木暮山人†                  | 星野朋市                   | 平野貞夫                   | 都築譲                     |
| 泉信也                     | 高橋令則                   | 阿曽田清●                  | 戸田邦司                   |                            |                            |                            |                            |
| 新党平和に参加             |                            |                            |                            |                            |                            |                            |                            |
| 衆議院議員（37名）         |                            |                            |                            |                            |                            |                            |                            |
| 近江巳記夫                 | 石田幸四郎                 | 草川昭三                   | 市川雄一                   | 宮地正介                   | 坂口力                     | 遠藤和良                   | 神崎武法                   |
| 冬柴鐵三                   | 長内順一                   | 大野由利子                 | 北側一雄                   | 河上覃雄                   | 遠藤乙彦                   | 平田米男                   | 倉田栄喜                   |
| 若松謙維                   | 大口善徳                   | 田端正広                   | 福島豊                     | 赤羽一嘉                   | 井上義久                   | 青山二三                   | 福留泰蔵                   |
| 上田勇                     | 富田茂之                   | 遠藤乙彦                   | 太田昭宏                   | 河合正智                   | 赤松正雄                   | 斉藤鉄夫                   | 桝屋敬悟                   |
| 白保台一                   | 丸谷佳織                   | 漆原良夫                   | 池坊保子                   | 旭道山和泰                 |                            |                            |                            |
| 黎明クラブに参加           |                            |                            |                            |                            |                            |                            |                            |
| 参議院議員（18名）         |                            |                            |                            |                            |                            |                            |                            |
| 白浜一良                   | 木庭健太郎                 | 浜四津敏子                 | 山下栄一                   | 横尾和伸†                  | 牛嶋正                     | 續訓弘                     | 高野博師                   |
| 松あきら                   | 魚住裕一郎                 | 山本保                     | 大森礼子                   | 益田洋介                   | 加藤修一                   | 海野義孝                   | 但馬久美                   |
| 福本潤一                   | 渡辺孝男                   |                            |                            |                            |                            |                            |                            |
| 新党友愛に参加             |                            |                            |                            |                            |                            |                            |                            |
| 衆議院議員（14名）         |                            |                            |                            |                            |                            |                            |                            |
| 中野寛成                   | 神田厚                     | 玉置一弥                   | 伊藤英成                   | 川端達夫                   | 田中慶秋                   | 髙木義明                   | 吉田治                     |
| 嶋聡                       | 今田保典                   | 城島正光                   | 福岡宗也†                  | 鍵田節哉                   | 島津尚純                   |                            |                            |
| 参議院議員（9名）          |                            |                            |                            |                            |                            |                            |                            |
| 吉田之久                   | 勝木健司                   | 寺崎昭久                   | 足立良平                   | 石田美栄                   | 直嶋正行                   | 長谷川清                   | 平田健二                   |
| 今泉昭                     |                            |                            |                            |                            |                            |                            |                            |
| 国民の声に参加             |                            |                            |                            |                            |                            |                            |                            |
| 衆議院議員（15名）         |                            |                            |                            |                            |                            |                            |                            |
| 左藤恵                     | 石井一                     | 愛野興一郎†                | 鹿野道彦                   | 佐藤敬夫                   | 岡田克也                   | 古賀一成                   | 松沢成文                   |
| 永井英慈                   | 藤村修                     | 山本孝史                   | 北脇保之●                  | 中川正春                   | 原口一博                   | 松崎公昭                   |                            |
| 参議院議員（3名）          |                            |                            |                            |                            |                            |                            |                            |
| 廣中和歌子                 | 和田洋子                   | 小林元                     |                            |                            |                            |                            |                            |
| 改革クラブに参加           |                            |                            |                            |                            |                            |                            |                            |
| 衆議院議員（9名）          |                            |                            |                            |                            |                            |                            |                            |
| 小澤辰男                   | 石田勝之                   | 前田正                     | 木村太郎                   | 中野清                     | 並木正芳                   | 西川知雄                   | 冨沢篤紘                   |
| 山中燁子                   |                            |                            |                            |                            |                            |                            |                            |
| 参議院議員（3名）          |                            |                            |                            |                            |                            |                            |                            |
| 山崎力                     | 岩瀬良三                   | 菅川健二                   |                            |                            |                            |                            |                            |
| 無所属・その他の政党へ移籍 |                            |                            |                            |                            |                            |                            |                            |
| 衆議院議員                 |                            |                            |                            |                            |                            |                            |                            |
| 海部俊樹                   | 渡部恒三                   | 笹山登生                   | 坂本剛二                   | 中田宏                     | 笹木竜三                   | 岩浅嘉仁                   | 木幡弘道                   |
| 参議院議員                 |                            |                            |                            |                            |                            |                            |                            |
| 松尾官平                   | 寺澤芳男                   | 水島裕                     |                            |                            |                            |                            |                            |

## 在籍時非議員

### 国会議員経験者
- 大塚雄司[注釈 5] - 元衆（6期）
- 上草義輝[注釈 6]- 元衆（5期）
- 熊川次男[注釈 6]- 元衆（4期）
- 浜田卓二郎[注釈 5]- 元衆（4期）、後に参院1期当選
- 長野祐也[注釈 5]- 元衆（3期）
- 松田九郎[注釈 6]- 元衆（2期）
- 魚住汎英[注釈 5]- 元衆（2期）、後に参院2期当選
- 岩屋毅[注釈 7] - 元衆（1期）、後に衆院8期当選
- 平田辰一郎[注釈 6]- 元衆（1期）
- 高井和伸[注釈 8] - 元参（1期）
- 渡辺秀央[注釈 9]- 元衆（6期）、後に衆院1期当選
- 長谷百合子[注釈 10]- 元衆（1期）

### 在籍中の国政選挙立候補者で後に国会議員に当選した者
- 赤池誠章
- 井脇ノブ子
- 松崎俊久
- 半田善三
- 金石清禅
- 三井辨雄
- 三村申吾[注釈 11]
- 永岡洋治
- 笹川博義
- 金子善次郎
- 中津川博郷
- 浅尾慶一郎
- 江﨑洋一郎
- 後藤斎
- 松原仁
- 樋口俊一
- 沢たまき
- 後藤茂之
- 前田雄吉
- 伴野豊
- 木俣佳丈
- 山口壯
- 鶴保庸介
- 山内功
- 熊谷裕人
- 増原義剛
- 佐藤公治
- 平井卓也
- 楢崎欣弥
- 古川禎久
- 大石尚子
- 中塚一宏
- 梶原康弘
- 左藤章

### 在籍中は地方議会議員で後に国会議員に当選した者
- 大江康弘
- 岡本英子
- 加賀谷健
- 黄川田徹
- 熊田裕通
- 黒田雄
- 中川貴元
- 仲里利信
- 藤原良信
- 古川直季
- 水戸将史
- 三輪信昭
- 村上史好

### 在籍中の国政選挙立候補者で後に地方首長に当選した者
- 臼井孝 - 後に東京都あきる野市長
- 高橋英吾 - 後に愛媛県八幡浜市長
- 土井喜美夫 - 後に宮城県石巻市長
- 西岡憲康 - 後に岡山県備前市長
- 横尾俊彦 - 後に佐賀県多久市長

### その他著名人の国政選挙立候補者
- 宮本悦朗 - 歌手、内山田洋とクールファイブメンバー
- 野村沙知代 - タレント、プロ野球監督野村克也夫人
- 佐藤直子 - 元プロテニス選手
- 池坊雅史 - 元財務官僚、政治経済アナリスト
- 富家孝 - 医師、ジャーナリスト、新日本プロレスリングドクター